# Seudo-Plutarco

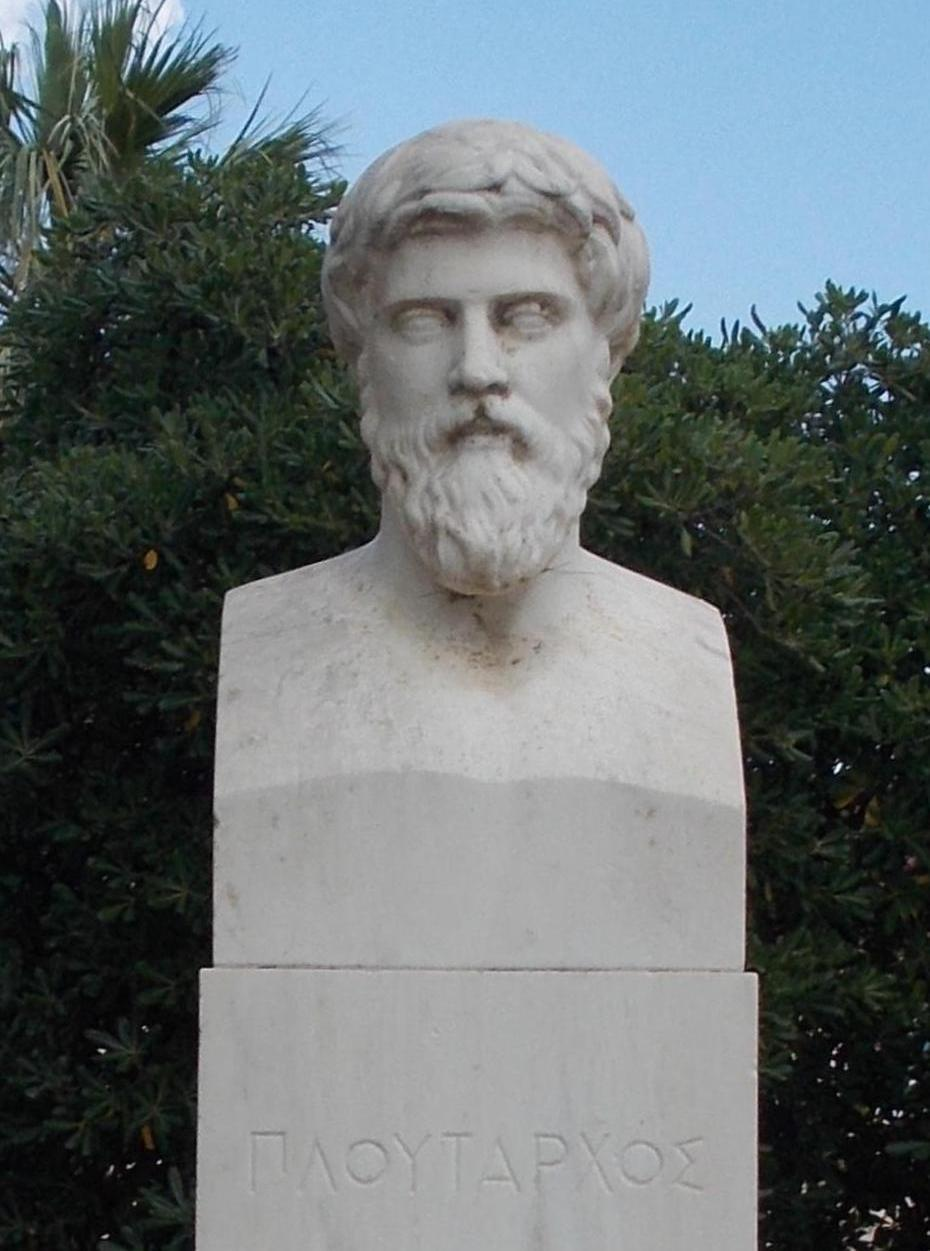
Escultura que representa a Plutarco

Pseudo-Plutarco es la denominación que se da al autor de varias obras literarias de la Antigua Grecia, entre las que se encuentran las siguientes:
- Vidas de los Diez Oradores;
- Las doctrinas de los filósofos;
- Sobre la educación de los hijos;
- Sobre la música;
- Sobre los ríos;
- Sobre la vida y la poesía de Homero;
- Historias paralelas griegas y romanas (Parallela minora)

Estas obras en algún momento fueron atribuidas a Plutarco de Queronea. Sin embargo, la mayoría de los investigadores han rechazado, por razones de estilo, que las mencionadas obras puedan atribuirse a Plutarco y no se ha encontrado un autor de nombre conocido al que poder adscribirlas. 
Se considera que Sobre la vida y la poesía de Homero y Sobre la educación de los hijos pertenecen al siglo II.